# Stellaria leptoclada
Stellaria leptoclada är en nejlikväxtart som först beskrevs av George Bentham, och fick sitt nu gällande namn av C.H.Mill. och J.G.West. Stellaria leptoclada ingår i släktet stjärnblommor, och familjen nejlikväxter. Inga underarter finns listade i Catalogue of Life.